# Queer Horror
Queer Horror (ou terror) é um termo que refere-se às obras de literatura ou filme em que, no gênero aterrorizante, um dos personagens é gay, a um problema relacionado com a homossexualidade, ou é de particular interesse para o grupo de gays e lésbicas, por algum motivo específico. 
Trabalhos iniciais da literatura gótica já contêm claro subtexto gay como The Monk (1796), The Fatal Revenge (1807) e Melmoth the Wanderer (1820) de Charles Maturin. James Jenkins da Valancourt Books afirma que a explicação tradicional para a conexão gay/horror é que era impossível para eles escrever abertamente sobre temas homossexuais na época (ou talvez até expressá-las, uma vez que palavras como "gay" e "homossexual" não existia), então eles a sublinhá-los e expressá-los em formas mais aceitáveis, utilizando o meio de um gênero transgressor como a ficção de horror". Mais tarde veio a primeira vampira lésbica em Carmilla (1872) de Sheridan Le Fanu e The Picture of Dorian Gray (1890) de Oscar Wilde, que chocou os leitores com seu personagens abertamente homossexuais. Nos cinemas, ele começou a se estabelecer como gênero em A Noiva de Frankenstein (1935) de James Whale ou A Filha de Drácula (1936) de Lambert Hillyer, são alguns de seus primeiros títulos importantes, que mostram comportamentos e questões homossexuais metaforicamente, evitando, assim, o rigoroso Código Hays, que limitam o surgimento de homossexuais na grande mídia. Atualmente é tratado como um subgênero próprio, em que todos os personagens são gay, e que o filme é orientado para a comunidade gay.
No final de 1990 e início de 2000, o diretor David DeCoteau começou a fazer "horror para as mulheres". Filmes como Voodoo Academy (1999) e The Brotherhood (2001) muitas vezes caracterizam homens atraentes em suas roupas íntimas em situações homoeróticas, mas nunca totalmente histórias de temática gay. Estes filmes rapidamente ficaram famosos com o público masculino gay, e foram mais frequentemente comercializado, mas com a segurança do rótulo de "Horror para as Mulheres". Em 2004, começou a produção simultânea de dois filmes comercializados especificamente para o público gay com o título de "Horror Gay". October Moon foi dirigido por Jason Paul Collum e contou com um triângulo amoroso gay mortal na linha de Atração Fatal (1987). Hellbent foi dirigido por Paul Etheredge, mesclando seu estilo próprio e um filme de terror moderno, com uma história de homens homossexuais perseguidos por um assassino mascarado durante um desfile do Dia das Bruxas, em West Hollywood, Califórnia. Ambos os filmes foram lançados nos cinemas em setembro de 2005.

## Prêmios
- O Queer Horror Awards foi criado para premiar trabalhos significantes, e geralmente retratos positivos de personagens gays, lésbicas, bissexuais e transgêneros, questões ou temas na área do horror.
- O Lambda Literary Award inclui um prêmio para Ficção Científica/Fantasia/Horror.
- o Gaylactic Spectrum Awards honra trabalhos na ficção científica, fantasia e horror que incluía positivas explorações de gay, lésbica, bissexual e transgêneros, questões e temas.